# Giacomo Lombardi
Giacomo Lombardi  (Prezza, 3 de outubro de 1862 — Chicago, 24 de julho de 1934), foi missionário, iniciador do primeiro núcleo permanente de fé pentescostal na Itália..

## Biografia
No ano de 1882 embarcou rumo aos Estados Unidos da América em busca de trabalho.
Em 1884 converteu-se ao evangelho, e tornou-se membro da Primeira Igreja Presbiteriana Italiana, em Chicago, a qual era responsável o pastor valdense Filippo Grilli.
Em 1907 junta-se ao nascente pentecostalismo italiano e recebe o batismo por imersão na Assembleia Cristã por Louis Francescon
Lombardi desembarcou em Roma entre outubro e novembro de 1908, onde foi ao encontro de um antigo amigo, Ignazio Rocchi, com quem trabalhou nas Ferrovias S. Lorenzo e manteve contato durante o período que esteve nos Estados unidos.
Giacomo Lombardi tentou estabelecer contatos com as igrejas evangélicas existentes na região, especialmente Igreja Valdense, onde não foi bem recebido.
O trabalho de Lombardi na Itália foi de alguns meses, depois ele regressou aos Estados Unidos para se reunir com Louis Francescon e Lucia Menna, partindo para a América do Sul em 1909. Na província de Buenos Aires iniciaram as Assembleias Cristãs. Em março de 1910 chegou ao Brasil junto com Francescon, mas retornaria em breve novamente à Itália onde o trabalho por ele iniciado prosperou, visitando Roma e La Spezia.
Depois da 1a Guerra Mundial concentra seu ministério na igreja pentecostal italiana de Chicago, onde viveu até sua morte em 1934.